# Bundesarbeitsgemeinschaft selbstverwalteter Gartenbaubetriebe
Die Bundesarbeitsgemeinschaft selbstverwalteter Gartenbaubetriebe (kurz BASEG) wurde 1986 als Zusammenschluss von selbstverwalteten Kleinbetrieben vor allem des Garten- und Landschaftsbaus gegründet. Die Vereinigung ist ein loser Zusammenschluss von Kleinst- und Kleinbetrieben des Garten- und Landschaftsbaus, Garten- und Landschaftsplanern, Beschäftigten aus anderen Betrieben und Einzelpersonen.

## Geschichte
Anfang der 1980er Jahre gründeten sich etliche Betriebe vor allem im Dienstleistungssektor (Druckereien, Handwerk, Tagungshäuser) mit dem Bestreben, demokratischere als die bekannten Betriebsstrukturen zu entwickeln und gleichzeitig sinnvolle Arbeit zu leisten. Die Gründungen wurden von der Hoffnung getragen, dass es hierarchiefreie Betriebe geben kann, wenn alle Mitarbeiter an den Unternehmen als Teilhaber beteiligt sind. Daraus entwickelte sich eine Vielzahl von selbstverwalteten Betrieben. Nur wenige konnten die hohen menschlichen Ansprüche mit den ökonomischen Anforderungen des Marktes in Einklang bringen.

## Ziele
- Weiterentwicklung demokratischer Betriebsstrukturen
- Ökologisch orientierte Gartengestaltung
- Fachlicher Austausch und Weiterbildung
- Erfahrungsaustausch über gärtnerische Randthemen
- Praktischer Erfahrungsaustausch
- Unterstützung förderungswürdiger Initiativen durch jährlich stattfindende Sommerbaustellen

## Organisation
Jährlich finden zwei Treffen (Winter-BASEG, Sommer-BASEG) statt. Entscheidungen werden grundsätzlich im Plenum gefällt. Das einzige festgeschriebene Statut der BaseG ist der Bauchschmerz-Paragraf („Wenn jemand mit einer Entscheidung des Plenums erhebliche Bauchschmerzen hat, muss die Entscheidung überdacht und ein neuer Beschluss gefasst werden.“)

## Winter-BASEG
Im Februar jeden Jahres findet ein viertägiges Treffen statt, das dem Erfahrungsaustausch und der Weiterbildung dient. Neben gärtnerischen Fachthemen werden Fragen zu Betriebsgründung und -führung, Kommunikation und andere den betrieblichen Ablauf betreffenden Themen diskutiert. Auch Tanzen, Singen, Theaterspielen stehen immer wieder auf dem Programm. Die Treffen werden von wechselnden Vorbereitungsgruppen organisiert. Als Referenten werden Menschen aus der BaseG oder externe Spezialisten eingeladen. An den Treffen nehmen zwischen 60 und 80 Gärtner teil.

## Sommer-BASEG
Zwischen 80 und 120 Gärtner treffen sich jedes Jahr Anfang August zur Durchführung eines gemeinsamen Arbeitsprojektes. Innerhalb einer Woche wird eine Außenanlage für eine Initiative gestaltet, die die Menschen aus der BaseG für unterstützungswürdig halten. In der Regel sind dies Projekte von Menschen, deren soziales oder ökologisches Engagement bisher nicht ausreichend von öffentlichen Einrichtungen gewürdigt wurde, deren Ziele mit denen der BASEG zumindest teilweise deckungsgleich sind. Das Projekt stellt Unterkunft (oft nur Zeltplätze), sanitäre Einrichtungen und Verpflegung aus kontrolliert biologischem Anbau. Außerdem trägt es die Kosten für alle Materialien und benötigten Baumaschinen. Die BASEGer arbeiten kostenlos. Der mitgereiste Nachwuchs wird auf Kinderbaustellen betreut.

## Liste der unterstützten Initiativen (Auswahl)
| Jahr | unterstütztes Projekt                                  |
| ---- | ------------------------------------------------------ |
| 2023 | Raeume u. Hof an den Teichen (Lüneburg)                |
| 2022 | Hitzacker-Dorf im Wendland                             |
| 2019 | Landschaftspflegehof Ramsbrock in Bielefeld            |
| 2018 | Pfadfinderheim Geretsried                              |
| 2017 | gASTWERKe e. V. in 34355 Staufenberg-Escherode         |
| 2016 | Arbeitsgemeinschaft Burg Waldeck in Dorweiler          |
| 2015 | Sonnhalde in Gempen (Schweiz)                          |
| 2014 | Zuckermark e. V. in Wallmow                            |
| 2013 | Gemeinschaft Schloss Tempelhof, 74594 Kreßberg         |
| 2012 | Freie Waldorfschule, Bremen-Osterholz                  |
| 2011 | Jugendhilfezentrum St. Anton, Riegel/Kaiserstuhl       |
| 2010 | Lebensgemeinschaft, Schloß Tonndorf                    |
| 2009 | Gemeinschaftsgrundschule, Rösrath                      |
| 2008 | StadtGut Blankenfelde e. V., Berlin-Pankow             |
| 2007 | Freie Schule Rügen, Dreschvitz                         |
| 2006 | Gutshaus Hermannshagen e. V., Hermannshagen            |
| 2005 | Freie Schule Untertaunus e. V., Aarbergen - Kettenbach |
| 2004 | Prinzhöfte-Schule, Bassum                              |
| 2003 | Trinationales Umweltzentrum, Weil am Rhein             |
| 2002 | Abenteuerspielplatz, Rotterdam                         |
| 2001 | Internationales Haus Sonnenberg, St. Andreasberg       |
| 2000 | Hof Berggarten, Johanneshof, beide Herrischried        |
| 1999 | Bildungs- und Erholungsstätte Langau e. V., Steingaden |